# Sympycnus ambulator
Sympycnus ambulator är en tvåvingeart som beskrevs av Octave Parent 1932. Sympycnus ambulator ingår i släktet Sympycnus och familjen styltflugor. Inga underarter finns listade i Catalogue of Life.